# Lucas van Uden
Lucas van Uden (Antuérpia, 18 de outubro de 1595 – Antuérpia, 4 de novembro de 1672) foi um proeminente gravurista, pintor e desenhador do seiscento flamenco.

## Biografia

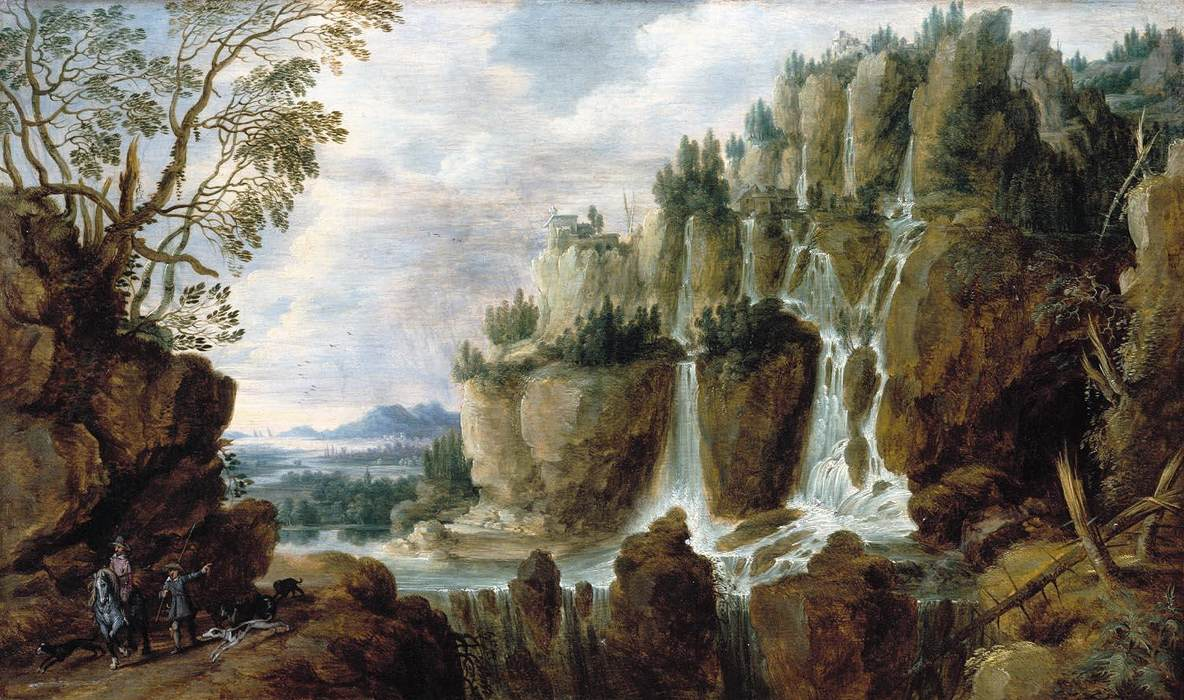
Paisagem alpina

Filho de um pintor, Lucas nasceu em Antuérpia, na Bélgica, onde estudou, trabalhou e, em 1692, faleceu. Assim, conclui-se que tenha passado quase todos os seus dias na metrópole belga.
Paisagista por excelência, recorria aos campos circundantes à sua cidade natal como fonte de inspiração. Era também um grande observador da natureza, interessando-se por tudo aquilo que ser-vivo fosse.
Nas suas paisagens é difícil distinguir alguma influência de outro pintor, já que toda vida manteve o seu estilo próprio, faustoso e eficaz. Todavia, nos seus retratos, é notável a exímia influência de Peter Paul Rubens.
Embora a maioria das suas obras sejam óleos sobre tela, van Uden pintou igualmente um grande um grande número de aquarelas.